# Parambu
Parambu is een gemeente in de Braziliaanse deelstaat Ceará. De gemeente telt 32.231 inwoners (schatting 2009).